# Trpasličí galaxie

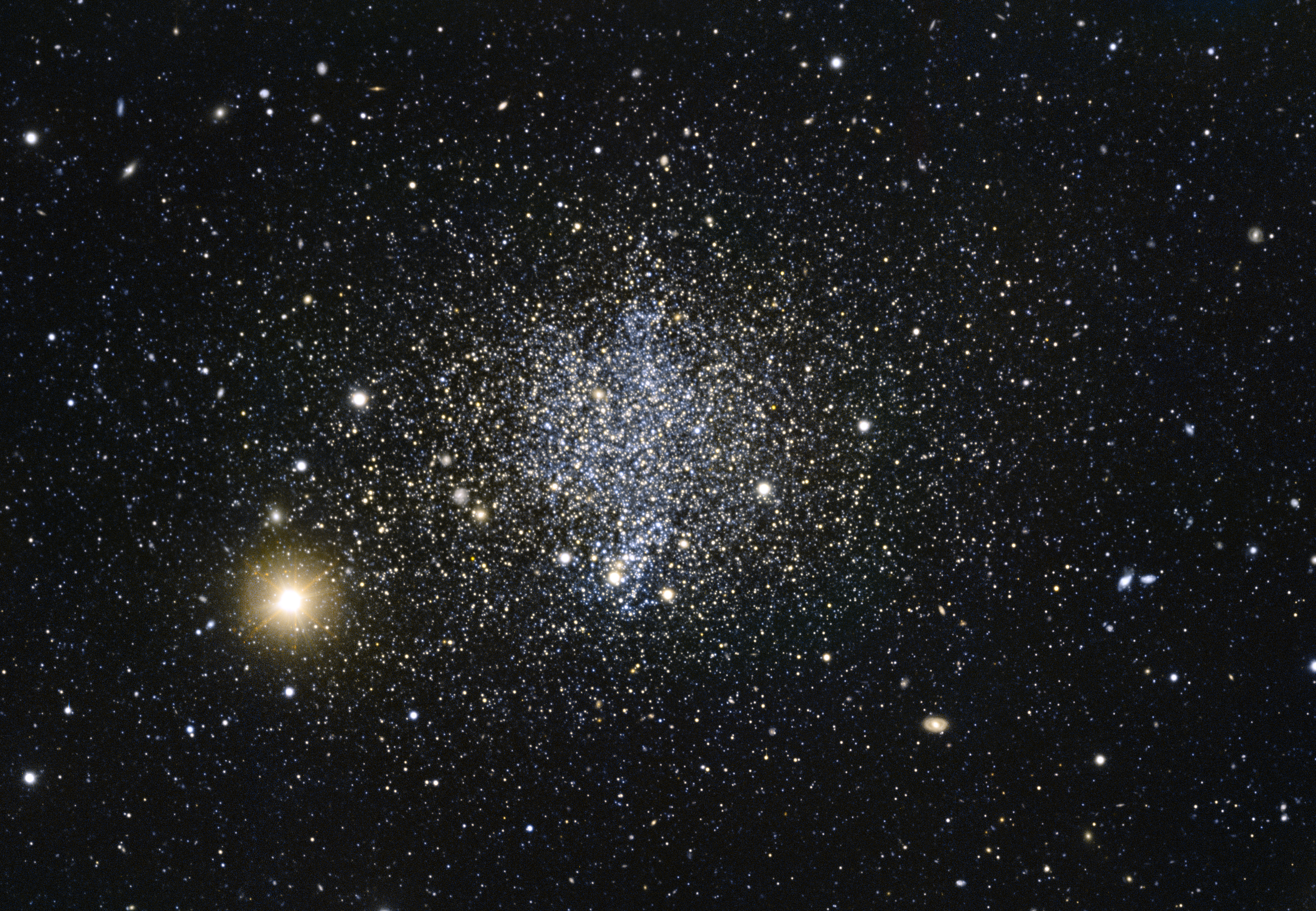
Trpasličí galaxie Fénix

Trpasličí galaxie je malá galaxie složená z několika miliard hvězd, což je malý počet v porovnání s Mléčnou dráhou, která obsahuje 200 až 400 miliard hvězd. Mezi trpasličí galaxie se někdy řadí i Velký Magellanův mrak, obsahující přes 30 miliard hvězd, zatímco jiní ho pokládají za normální galaxii, která obíhá kolem té naší.

## Vznik
Současná teorie předpokládá, že většina galaxií, včetně trpasličích, se zformovala za spolupůsobení temné hmoty nebo z plynu obsahujícího kovy, protože vesmírná sonda Galaxy Evolution Explorer objevila nově se formující trpasličí galaxie z plynu obsahujícího kovy. Tyto galaxie se nacházejí v prstenci Lva, oblaku vodíku a hélia kolem dvou masivních galaxií v souhvězdí Lva.
Sonda však identifikovala také trpasličí galaxie, které se formují z plynu s minimální metalicitou, který v oblasti zřejmě zůstal z raného vesmíru.

## Místní trpaslíci
V Místní skupině galaxií se nachází velký počet trpasličích galaxií. Jde o malé galaxie, které často obíhají okolo větší galaxie, jakou je i Mléčná dráha, Galaxie v Andromedě nebo Galaxie v Trojúhelníku. Nejnovější studie poukázaly, že mnohé trpasličí galaxie vznikly slapovými silami během evoluce Mléčné dráhy a galaxie v Andromedě. Slapové trpasličí galaxie vznikají při srážce galaxií a interakci jejich gravitačních mas. Proudy galaktického materiálu jsou odnášeny od původních galaxií, přičemž je obklopuje halo temné hmoty.

## Trpasličí galaxie

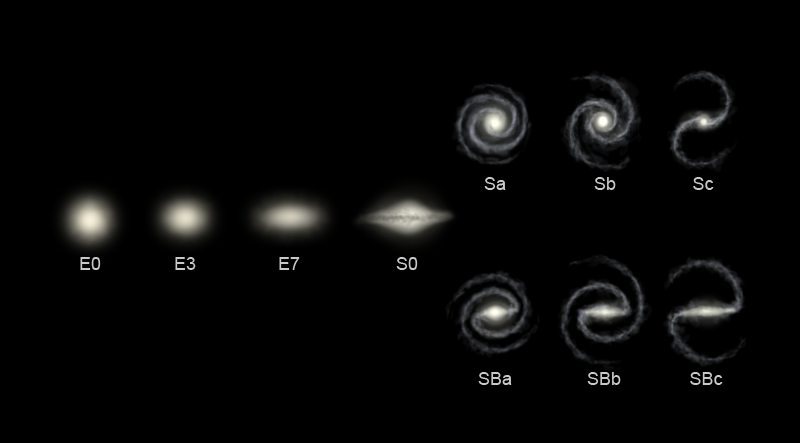
Hubbleova klasifikace galaxií: vlevo eliptické a čočkové galaxie, vpravo nahoře spirální, vpravo dole spirální s příčkou

Podle Hubbleova schématu je několik typů trpasličích galaxií:
- Eliptická galaxie: trpasličí eliptická galaxie (dE) a její podtyp trpasličí sférická galaxie (dSph)
- Nepravidelná galaxie: trpasličí nepravidelná galaxie (dI)
- Spirální galaxie: trpasličí spirální galaxie

### Hobitova galaxie
Nedávno vytvořený název Hobitova galaxie se používá k označení galaxií menších než trpasličí galaxie.

## Ultra pevní trpaslíci
Ultra pevní trpaslíci (UCD) jsou nedávno objevenou třídou vysoce kompaktních galaxií s velkým počtem hvězd. Napříč mají délku přibližně 200 světelných let a 100 milionů hvězd. Jedním z předpokladů je, že jde o jádra trpasličích eliptických galaxií, které přišly o plyn a okolní hvězdy vlivem slapových interakcí při přechodu přes velké kopy galaxií. Tyto typy galaxií byly nalezeny v Kupě galaxií v Panně, Kupě galaxií v Peci, Abell 1689, Kupě galaxií v Comě a další.

## Částečný seznam trpasličích galaxií
- Trpasličí galaxie Vodnář
- Trpasličí galaxie Velký pes
- I Zwicky 18
- IC 10
- Velký Magellanův mrak
- NGC 1569
- NGC 1705
- Trpasličí galaxie Pegas
- Trpasličí galaxie Fénix
- Trpasličí galaxie Střelec
- Trpasličí nepravidelná galaxie Střelec
- Trpasličí galaxie Sochař
- Trpasličí nepravidelná galaxie Sochař
- Sextans A
- Trpasličí galaxie Sextant
- Malý Magellanův mrak
- Trpasličí galaxie Tukan
- Trpasličí galaxie Malý vůz
- Willman 1
- Trpasličí galaxie Kýl
- Trpasličí galaxie Drak
- Trpasličí galaxie Pec
- Trpasličí galaxie Lev II